# Norges Fotballforbund
Norges Fotballforbund (NFF) bildades den 30 april 1902 och har hand om fotboll på organiserad nivå i Norge. Norges Fotballforbund gick med i världsfotbollsförbundet Fifa 1908 och i den europeiska fotbollsfederationen Uefa 1954. Norges Fotballforbund bestod 2007 av 1 832 medlemsklubbar.

## Representationslag
- Norges damlandslag i fotboll
- Norges herrlandslag i fotboll

## Kretsar
Följande fotbollskretsar finns under Norges Fotballforbund:
- Agder
- Akershus
- Buskerud
- Finnmark
- Hordaland
- Hålogaland
- Indre Østland
- Nordland
- Nordmøre og Romsdal
- Oslo
- Rogaland
- Sogn og Fjordane
- Sunnmøre
- Telemark
- Troms
- Trøndelag
- Vestfold
- Østfold.